# Ferdinand Bithorn
Ferdinand Bithorn (* um 1815 in Reichenbach im Eulengebirge, Provinz Schlesien; † 14. September 1865 ebenda) war ein deutscher Historienmaler und Spätnazarener der Düsseldorfer Schule.

## Leben
Bithorn war um 1835 Schüler des Breslauer Porträtmalers Johann Heinrich Christoph König. 1838/1839 studierte er an oder im Umfeld der Kunstakademie Düsseldorf, wo er den Stil der Düsseldorfer Nazarener aufnahm. Vom 26. November 1842 bis zum 10. Mai 1844 lebte er in Rom. Dort nahm er 1843 und 1844 an „Cervarofesten“ der Ponte-Molle-Gesellschaft teil. Skizzenbücher, Zeichnungen und Gemälde von ihm fanden sich 1896 im Nachlass des in Breslau verstorbenen Architekturmalers Adelbert Wölfl. Bithorn lebte in Reichenbach, wo er 1842 ein Bild malte, das der dortigen evangelischen Kirche gestiftet wurde, und wirkte ab 1849 in der Leitung bzw. als Vorsitzender des Reichenbacher Gewerbevereins „Museum“.